# Chemin montant

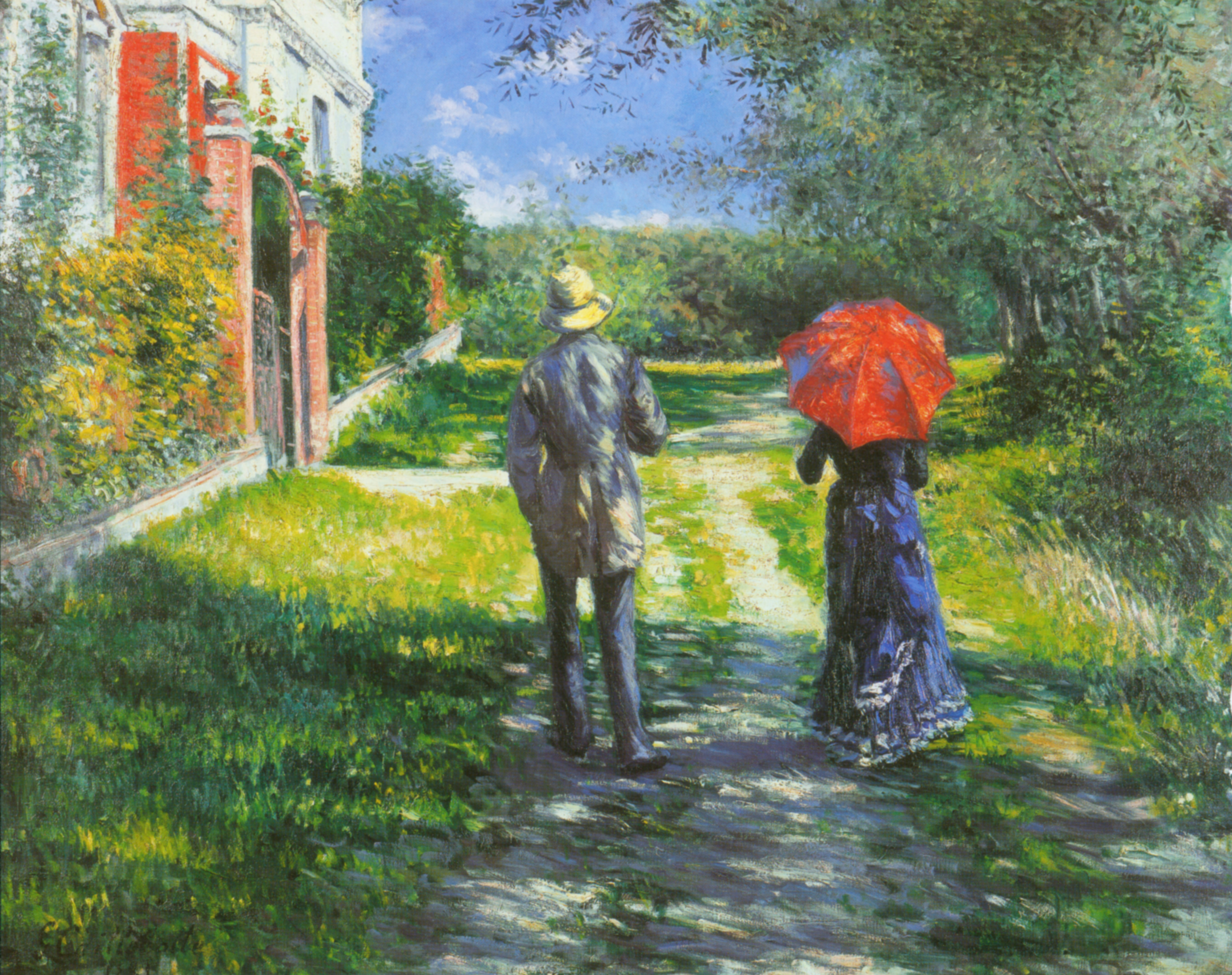
Chemin montant (1881)
Musée Barberini, Potsdam

Chemin montant est une huile sur toile du peintre impressionniste français Gustave Caillebotte (1848-1894) datant de 1881. Elle mesure 100 × 125 cm et se trouve au Musée Barberini à Potsdam.

## Description
Cette grande toile représente un couple de dos remontant un chemin en été le long d'une villa de Trouville-sur-Mer dont l'entrée se trouve sur la gauche. Le chemin est bordé d'arbres à droite et mène à un pré au-delà duquel on distingue un bois. La villa a été identifiée comme étant la « villa Italienne ».
La composition est complexe avec le triangle de la perspective fermée par le bois au-delà du chemin et au-dessus du chapeau jaune de l'homme et dont la ligne gauche est tracée par le bas de la clôture de la maison. L'impression de la profondeur est donnée par des lignes horizontales dessinées par des jeux d'ombre et de lumière et au fond par la limite supérieure de la canopée et le carré bleu du ciel. Le bleu des ombres est repris par les vêtements et surtout par la robe bleue de la jeune femme, tandis que des flaques jaunes, que l'on retrouve notamment sur l'homme, sur l'herbe et la haie de gauche, font écho à la lumière. Ces deux couleurs sont comprises dans les différents verts de la nature. En contraste de cette gamme chromatique, l'artiste a ponctué cette scène de taches rouge-orangé en diagonale de biais: des volets de la villa illuminée par le soleil, des briques et des roses trémières, jusqu'au cercle formé par l'ombrelle de la jeune femme.
Caillebotte avait l'habitude de réaliser de nombreuses esquisses avant de peindre dans son atelier. Le personnage de gauche tout en longueur ressemble à son frère Martial avec qui il vécut jusqu'en 1887, lorsque ce dernier s'est marié. Il l'a peint également de dos, mais assis, dans le fameux tableau Les Orangers (1878, musée des beaux-arts de Houston). Certains experts ont voulu voir dans la jeune femme la silhouette de la toute jeune Charlotte Berthier que l'artiste venait de connaître et qui n'était pas acceptée par sa famille, mais cette hypothèse n'est pas confirmée.
Les frères Caillebotte passaient leurs étés sur la côte normande, cette année-là à Villers-sur-mer, près de Trouville-sur-Mer, station balnéaire à la mode où ils s'adonnaient au nautisme et rendaient visite à leurs relations. Mais c'est quelques années plus tard que Gustave Caillebotte se met à peindre sérieusement des marines, jusqu'à présent il peignait plutôt des paysages de bords de mer, notamment en 1880, et s'en tient l'été aux paysages normands. Cette toile marque une certaine transition entre les flâneries urbaines des années précédentes et l'étude de la nature, non plus à travers les paysages d'Yerres (propriété familiale vendue deux ans auparavant), mais d'Argenteuil et des bords de Seine à Gennevilliers où ils viennent d'acheter un terrain en mai 1881 et sont en train de faire construire une maison de villégiature.

## Histoire
Cette toile est exposée à l'exposition impressionniste de 1882 où elle est remarquée par ses grandes dimensions et sa technique. La revue humoristique Le Charivari en fait même une caricature. Elle a appartenu à Doris Schultz (1856-1927), élégante relation des frères Caillebotte, puis à sa fille Jeanne. Elle n'a plus été montrée au public jusqu'à la grande exposition rétrospective de 1994 au Grand Palais qui fit redécouvrir Gustave Caillebotte au public français.
Cette toile a été mise aux enchères chez Christie's à New York, au Rockfeller Plaza, le 4 novembre 2003 et a été vendue à un collectionneur particulier pour la somme de 6,73 millions de dollars. À nouveau vendue le 27 février 2019 par Christie's, Londres, pour 22,1 millions de dollars, elle est aujourd'hui conservée au Musée Barberini à Potsdam, une fondation créée par un entrepreneur privé.